# LIXILリアルティ
株式会社LIXILリアルティ（リクシルリアルティ、LIXIL Realty, Corp.）は、不動産売買、賃貸住宅及び社宅の管理代行などを行うLIXILグループの企業で、LIXIL住生活ソリューションの子会社である。

## 概要
日本初の不動産フランチャイズ「住通チェーン」を展開する住通の子会社として設立した住通リアルティセンターが前身である。
2002年当時、「住通チェーン」は加盟510店舗で日本最大級の不動産チェーンであったが、同年1月、「住通チェーン」FC本部の住通が現在のLIXILグループにより子会社化されて同グループの一員になる。2002年7月、住通はアメリカニュージャージー州が本部で世界32か国の不動産ネットワーク「ERA（イーアールエー）」の日本国内におけるフランチャイズ権利を創業時より取得していることから、ブランド名を「ERA」に、FC本部住通の商号をイーアールエー・ジャパンへそれぞれ変更される。2005年、イーアールエー・ジャパンと事業統合して子会社化し、「住生活リアルティ」へ商号変更。2011年4月、株式会社LIXIL発足と同時に現在の商号となる。
2016年10月に子会社のLIXILイーアールエージャパンの店舗ブランドが変更され、「ERA」のロゴを残しつつ「LIXIL」を冠した「LIXIL不動産ショップ」・「LIXIL賃貸ショップ」に順次移行されている。
事業内容として「ERA」ネットワークを活用するフランチャイズ事業、不動産流動化事業、社宅管理代行事業や賃貸住宅管理事業を行う。

## 沿革
- 1981年6月 - 日本初の不動産フランチャイズチェーン「住通チェーン」が発足する。
- 1993年9月 - 株式会社住通の子会社として、当社前身である住通リアルティセンター株式会社を設立し、不動産事業を開始。
- 2002年
  - 1月 - 株式会社INAXトステム・ホールディングス（現・LIXILグループ）が住通の株式を100%取得し完全子会社化[2]。
  - 7月 - チェーン名称を「住通チェーン」から「ERA」に改め、住通はイーアールエー・ジャパン株式会社に商号変更[3]。
  - 社宅代行サービス「ValueOne（バリューワン）」を開始する。
- 2005年 - 住生活リアルティ株式会社に商号変更する。同時にイーアールエー・ジャパン株式会社を事業統合し、同社の子会社となる。
- 2009年 - 株式会社ジョインライフ、株式会社セントラルホームズから賃貸管理事業を譲受。
- 2011年4月 - 株式会社LIXILリアルティに商号変更し、住まいの売買をサポートするリノベーションサービス「LIREAL（リリアル）」を開始する（子会社のイーアールエー・ジャパン株式会社も同時に株式会社LIXILイーアールエージャパンに商号変更）。
- 2013年 - マイルーム館グループと株式譲渡契約する。
- 2014年
  - 1月 - 子会社の株式会社興和ハウジングおよび株式会社ソロールホームを吸収合併[4]。
  - 10月 - 株式会社パシフィック・アソシエイツより賃貸管理事業を譲受する。
- 2015年6月 - 中間事業持株会社となったLIXIL住生活ソリューションの子会社となる。
- 2016年
  - 3月 - 興和ハウジング及びソロールホームを含む支店名称を「マイルーム館」に統一する。
  - 10月 - 子会社のLIXILイーアールエージャパンの店舗ブランドを「LIXIL不動産ショップ」・「LIXIL賃貸ショップ」へ順次移行。